# Petalophyllum
Petalophyllum là một chi rêu trong họ Fossombroniaceae.